# Horstedt
Horstedt es un municipio situado en el distrito de Rotemburgo del Wumme, en el estado federado de Baja Sajonia (Alemania). Tiene una población estimada, a fines de 2021, de 1278 habitantes.
Forma parte de la comunidad de municipios (samtgemeinde) de Sottrum.
Está ubicado a poca distancia al este de la ciudad de Bremen, y al oeste de Hamburgo.